# Terremoto de Lima y Callao de 1678
El Terremoto de Lima y Callao de 1678 ocurrió el 17 de junio de 1678. La ciudad de Lima, entonces la capital del Virreinato del Perú, sufrió una gran destrucción, aunque solo se contabilizaron nueve muertos en toda el área afectada.

## La catástrofe
El terremoto ocurrió a las siete y tres cuartos de la noche, y a decir del virrey Baltasar de la Cueva Henríquez, Conde de Castellar, fue muy horrible y espantoso. Muchas edificaciones de Lima quedaron seriamente dañadas, entre ellas la Catedral y el Palacio virreinal, cuyas habitaciones altas y bajas se cuartearon. El mismo virrey debió salir a la calle, y dejando a su esposa con unas criadas en su calesa, se dirigió a la casa arzobispal, reuniéndose con el arzobispo Melchor de Liñán y Cisneros, con quien recorrió la ciudad, encontrando en todas partes ruinas y lamentaciones de la gente. 

## Consecuencias
Se sacó en procesión el cuerpo de Santa Rosa de Lima (canonizada diez años atrás), en una urna de cristal y otro sobre andas bien adornadas y que cargaron el virrey, el arzobispo, los ministros, alcaldes y regidores, desde el Convento de Santo Domingo hasta la Iglesia de la Soledad, en la que se hizo solemne novenario.
El virrey convocó al Maestro Mayor de la ciudad y a los mejores alarifes para que revisaran los principales edificios y viviendas, y calcularan el costo de las reparaciones. Ello se estimó en tres millones de pesos. Luego se dispuso que se derribaran los muros que ofrecían peligro y se hicieran los trabajos de reconstrucción del Palacio virreinal y de la Catedral, labores todas que se pudieron culminar antes de terminar el periodo del virrey (que dejó el poder en manos del arzobispo).
El seísmo ocasionó también estragos y en las casas de campo y haciendas de los contornos de Lima y del puerto del Callao. Solo se contabilizaron 9 muertos en Lima, Callao y Chancay, aunque si hubo muchos lesionados.